# Diecézní charita Plzeň
Diecézní charita plzeňská (DCHP) je nezisková humanitární organizace zřizovaná biskupstvím plzeňským podle Kodexu kanonického práva (kánon 114, 116) jakožto církevní právnická osoba. Je členem Sdružení Česká katolická charita a součástí římskokatolické církve. Její činnost se zaměřuje zejména na oblast plzeňské diecéze, nicméně v omezené míře zaobstarává i humanitární pomoc pro zahraničí.

## Činnost
Náplň činností organizace je služba a pomoc lidem v nouzi, bez ohledu na jejich příslušnost k rase, národnosti, náboženství, státní a politické příslušnosti. Organizace provozuje řadu sociálně-zdravotních zařízení na území plzeňské diecéze.
DCHP také v omezené míře organizuje humanitární pomoc pro zahraničí, konkrétně jde (mimo příležitostné sbírky pro oběti katastrof) zejména o program Adopce na dálku, podporující děti v Bolívii a Paraguayi.